# Mario Cavalla
Mario Cavalla (Torino, 22 marzo 1902 – Bordighera, 1º gennaio 1962) è stato un saltatore con gli sci italiano.

## Biografia
Nato nel 1902, a 22 anni prese parte ai primi Giochi olimpici invernali, quelli di Chamonix-Mont-Blanc 1924, nel trampolino normale, unica gara di salto con gli sci in programma, terminando 19º con 12.605 punti.
Ai campionati italiani vinse 1 argento nel trampolino normale.